# Тординці
Тординці (хорв. Tordinci) — населений пункт та община у Вуковарсько-Сремській жупанії Хорватії.

## Клімат
Середня річна температура становить 11,09°C, середня максимальна – 25,50°C, а середня мінімальна – -6,08°C. Середня річна кількість опадів – 669 мм.
| Клімат поселення                              | Клімат поселення | Клімат поселення | Клімат поселення | Клімат поселення | Клімат поселення | Клімат поселення | Клімат поселення | Клімат поселення | Клімат поселення | Клімат поселення | Клімат поселення | Клімат поселення | Клімат поселення |
| Показник                                      | Січ.             | Лют.             | Бер.             | Квіт.            | Трав.            | Черв.            | Лип.             | Серп.            | Вер.             | Жовт.            | Лист.            | Груд.            |                  |
| Середній максимум, °C                         | 5,83             | 7,93             | 12,59            | 17,20            | 22,52            | 25,50            | 25,20            | 24,90            | 20,80            | 15,30            | 9,40             | 5,50             |                  |
| Середня температура, °C                       | −0,1             | 2,00             | 6,60             | 11,30            | 16,56            | 19,50            | 21,20            | 20,90            | 16,83            | 11,32            | 5,43             | 1,50             |                  |
| Середній мінімум, °C                          | −6,08            | −3,98            | 0,67             | 5,32             | 10,62            | 13,60            | 17,27            | 16,92            | 12,85            | 7,35             | 1,49             | −2,48            |                  |
| Норма опадів, мм                              | 43               | 39               | 42               | 52               | 61               | 84               | 67               | 62               | 51               | 54               | 62               | 52               |                  |
| Середньомісячна швидкість вітру, м/с          | 2.21             | 2.50             | 2.80             | 2.70             | 2.40             | 2.20             | 2.20             | 2.00             | 1.97             | 2.10             | 2.20             | 2.30             |                  |
| Середньомісячна сонячна радіація, кДж/м²·день | 4326             | 6975             | 11006            | 15592            | 19413            | 21682            | 22366            | 20438            | 15027            | 9581             | 4880             | 3593             |                  |
| --------------------------------------------- | ---------------- | ---------------- | ---------------- | ---------------- | ---------------- | ---------------- | ---------------- | ---------------- | ---------------- | ---------------- | ---------------- | ---------------- | ---------------- |
| Джерело:                                      |                  |                  |                  |                  |                  |                  |                  |                  |                  |                  |                  |                  |                  |

## Населення
Населення общини за даними перепису 2011 року становило 2 032 осіб. Населення самого поселення становило 739 осіб.
У 2001 році населення общини налічувало 2251 мешканців, з яких 75,88% складали хорвати та 18% — угорці.

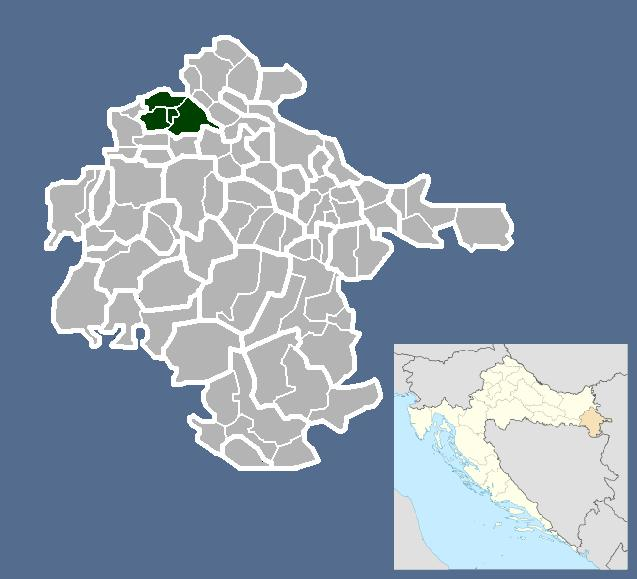

Динаміка чисельності населення общини:
Динаміка чисельності населення центру общини:

## Населені пункти
Крім поселення Тординці, до громади також входять: 
- Антин
- Кородж
- Млака-Антинська